# Aeroportul Cuyo
Aeroportul Cuyo (IATA: CYU, ICAO: RPLO) este un aeroport din Filipine ce deservește zona Cuyo⁠(d). Aeroportul a fost tranzitat în 2022 de 327 de pasageri. A fost numit după zona deservită.
Situat la o altitudine de 19 m, aeroportul dispune de o singură pistă. Este operat de Civil Aviation Authority of the Philippines⁠(d).